# Имперская служба труда
Имперская служба труда (нем. Reichsarbeitsdienst, RAD) — национал-социалистическая организация, существовавшая в нацистской Германии в 1933—1945 годах.
С июня 1935 года каждый немецкий юноша должен был проходить шестимесячную трудовую повинность, предшествовавшую военной службе. С началом Второй мировой войны деятельность Имперской службы труда распространялась также на девушек. Имперская служба труда была составной частью экономики нацистской Германии и частью воспитания в духе национал-социализма. С середины 1944 года RAD взяла на себя функцию шестинедельной военной подготовки. Руководителем организации был Константин Хирль.

## Идея и создание
Идея создания службы обязательной трудовой повинности пришла из Болгарии, организовавшей уже в 1920 году трудовую повинность, к которой привлекалось 30 % населения. Пример этой страны был принят во внимание в Германии как консервативными, так и левыми кругами; особый отклик нашло «государственное воспитание» и «физическое оздоровление».
В 1931 году правительство Г. Брюнинга создало «Добровольную трудовую службу (FAD)», целью которой было снижение обусловленной экономическим кризисом безработицы. Это мероприятие имело слабый эффект, и созданные лагеря впоследствии стали полувоенными лагерями подготовки антиреспубликанских сил.
Незадолго до прихода к власти в одном из выступлений Гитлер пообещал, что сумеет ликвидировать безработицу в стране, причём самым простым образом: вначале из числа безработных будут сформированы трудовые батальоны, которые затем пополнят ряды вооружённых сил. Закон от 26 июня 1935 года объявлял трудовую повинность обязательной для всех граждан нацистской Германии в возрасте от 19 до 25 лет в рамках созданной Имперской службы труда. Два раза в год все молодые немцы (группами численностью до 200 000 человек) направлялись работать в трудовые лагеря, в основном на сельскохозяйственные работы. В течение 6 месяцев мужчины трудились на фермах и полях, а женщины помогали по хозяйству. Предыдущая профессия значения не имела. В трудовых лагерях под присмотром нацистских комиссаров поддерживалась строжайшая дисциплина в соответствии с тщательно разработанным уставом.
Гитлер рассматривал трудовую повинность как необходимый шаг для успешного осуществления программы перевооружения Германии. По его мнению, мужчины, взвалившие на плечи лопаты, сумеют носить и оружие. Помимо этого, трудовая повинность обеспечивала рынок труда огромным количеством дешёвой рабочей силы и снижала в стране уровень безработицы. В сентябре 1936 года на партийном съезде Гитлер объявил, что число безработных в стране сократилось с 6 000 000 человек до 1 000 000. Это заявление добавило Гитлеру популярности в стране, которая долгие годы была обременена безработицей.

## Звания
У Имперской службы труда система рангов была упорядочена как минимум три раза. В 1935 году (на момент создания), с 1936 по 1941 годы, с 1942 по 1945 годы (окончательный). Ниже приведен окончательный список званий (без фото петлиц и погон).
- Рейхсарбайтсфюрер (нем. Reichsarbeitsführer)
- Обергенераларбайтсфюрер (Obergeneralarbeitsführer)
- Генераларбайтсфюрер (Generalarbeitsführer)
- Оберстарбайтсфюрер (Oberstarbeitsführer)
- Оберарбайтсфюрер (Oberarbeitsführer)
- Арбайтсфюрер (Arbeitsführer)
- Оберстфельдмайстер (Oberstfeldmeister)
- Оберфельдмайстер (Oberfeldmeister)
- Фельдмайстер (Feldmeister)
- Унтерфельдмайстер (Unterfeldmeister)
- Гаупттруппфюрер (Haupttruppführer)
- Обертруппфюрер (Obertruppführer)
- Труппфюрер (Truppführer)
- Гауптформанн (Hauptvormann)
- Оберформанн (Obervormann)
- Форманн (Vormann)
- Арбайтсманн (Arbeitsmann)

## Униформа
Личный состав Имперской рабочей службы носил повседневный китель эксклюзивного образца. Он был одинаковым как для «срочников», отбывавших трудовую повинность, так и для кадровых работников, вплоть до генеральских рангов. Основной цвет униформы RAD был землисто-серым. Воротник кителя отделывался шоколадно-коричневой тканью. Китель, как правило, носился как открытый, застегиваясь на 4 пуговицы, однако был широко распространен и закрытый 6-пуговичный вариант. В открытом варианте китель носился с рубашкой того же тона, но несколько более светлой или серой. К рубашке полагался черный галстук. К кителю полагались прямые брюки и черные кожаные ботинки. На фронте стали переходить на обычные закрытые армейские кители, но той же землисто-серой расцветки и с коричневым воротником. В качестве рабочей одежды применялись льняные куртки и комбинезоны из плотной ткани от белого до разных оттенков более темных тонов. Погоны и петлицы в этом случае не носили. Поясной ремень нижних чинов имел прямоугольную пряжку стандартных размеров с изображением лопаты и колосьев в круглом медальоне. Офицеры носили круглую пряжку из белого металла с аналогичной эмблемой, генералы — тоже, но в позолоченном исполнении. Применялась и обычная рамочная двузубая пряжка. Иногда офицерский ремень дополнялся портупеей. Парадная форма офицеров предусматривала парчовый серебристый пояс с тремя продольными коричневыми полосами. Еще одним элементом парадной формы одежды был служебный тесак. К обязательным атрибутам форменного кителя относились красная нарукавная повязка партийного образца (свастика в белом круге без дополнительных элементов) и специальная матерчатая нашивка над нею, с обозначением номеров батальона и роты, либо округа. Для холодного времени года была предусмотрена форменная шинель армейского покроя с коричневым воротником. Основным головным убором персонала RAD служили кепи особого «фермерского» покроя. Они имели опускаемые отвороты и широкую шоколадно-коричневую полосу на тулье с тканевым значком организации. Края отворотов у кепи офицеров обшивались серебристым жгутиком, у генералов — золотистым, у нижних чинов — черным или темно-коричневым. Носилось кепи только с форменным кителем. Летом 1943 г. эти кепи стали заменять на кепи горного образца. В этом случае кантов у нижних чинов уже не было, а офицерский серебристый втачивался в шов донца. Кроме кепи носили пилотки и иногда каски.

## Участие в войне
После начала Великой Отечественной войны, в июне 1941 года года личный состав RAD был вооружён винтовками и привлечён к участию в несении охранной службы. В дальнейшем, личный состав RAD начали привлекать к участию в полицейских и антипартизанских операциях. В 1941—1944 годы вооружение RAD постепенно усиливали за счёт использования трофейного оружия (в основном, винтовок и пулемётов), весной 1944 года личный состав RAD был приравнен к военнослужащим вооружённых сил (вермахта).